# Сантана, Крисмери
Крисмери Доминга Сантана Пегеро (исп. Crismery Dominga Santana Peguero; род. 20 апреля 1995 года) — доминиканская тяжелоатлетка, бронзовый призёр летних Олимпийских игр 2020 года в Токио, призёр чемпионата мира 2017 и 2018 года, победитель панамериканского чемпионата.

## Карьера
Она была названа среди 10 лучших доминиканских спортсменов 2016 года Доминиканской Ассоциацией спортивных журналистов.
На Панамериканском чемпионате 2017 года спортсменка из Доминиканской Республики завоевала серебряную медаль в весовой категории до 90 кг, взяв вес 252 кг.
В 2017 году на чемпионате мира в Анахайме она приносит себе бронзовую медаль с общим итоговым весом на штанге 254 кг.
На Панамериканском чемпионате 2018 года в Санто Доминго, она становится первой с итоговым весом 258 кг и это первый значимый титул для Крисмери.
На чемпионате мира 2018 года в Ашхабаде Крисмери в упражнение рывок завоёвывает малую серебряную медаль, а в итоге становится третьей с общей суммой 254 кг.
В 2021 году на Олимпиаде в Токио в весе до 87 кг Крисмери Сантана завоевала 3-е место —  256 (116+140).